# Occident
Pour les articles homonymes, voir Occident (homonymie).
Pour l’article ayant un titre homophone, voir Oxydant.
 (juin 2022).
Si vous disposez d'ouvrages ou d'articles de référence ou si vous connaissez des sites web de qualité traitant du thème abordé ici, merci de compléter l'article en donnant les références utiles à sa vérifiabilité et en les liant à la section « Notes et références ».
L'Occident ou la civilisation occidentale est une aire culturelle dont les définitions recouvrent généralement la majorité de l'Europe, l'Amérique septentrionale et l'Australasie dans sa définition la plus restrictive. Sa société contemporaine est l'héritière directe de la civilisation gréco-romaine (philosophie, science et droit) et de la religion chrétienne (branches catholiques et protestantes). Son emploi actuel sous-entend également une distanciation avec soit le reste du monde, soit une ou plusieurs autres zones d'influences du monde comme le monde arabe, le monde chinois ou la sphère d'influence russe. À l'origine, cette distanciation s'exprimait face à l'Orient.
La notion politique d'Occident apparaît progressivement à partir de 285, avec la division de l'Empire romain, lorsque l'Empire romain d'Occident, qui utilise l'alphabet latin, se forme autour de Rome, et que l'Empire romain d'Orient, qui regroupe les territoires hellénistiques de Grèce, d'Anatolie, du Levant et d’Égypte, se constitue autour de Constantinople. Cependant, cette division sous Dioclétien est avant tout administrative (principe de tétrarchie) et il faut attendre 395 et la mort de Théodose Ier pour que la division entre les deux moitiés devienne héréditaire, une très forte coopération subsistant néanmoins, notamment judiciaire et législative, entre les deux moitiés.
Le déclin de l'Empire romain d'Occident aboutit à la fin de l'unité politique occidentale en 476. La chute de Rome cette année-là entraîne de nombreux troubles religieux, les chrétiens chalcédoniens (qui se scindent plus tard entre catholiques et orthodoxes), devant faire face aux invasions de barbares païens (tels que les Francs) et ariens (Wisigoths et Ostrogoths, Vandales). Cependant, ces peuples en extrême minorité dans les territoires conquis se convertissent rapidement, ce qui conduit à l'extension de l'influence de l'Église catholique romaine vers l'Europe du Nord et l'Europe centrale. L'avancée Omeyyade en Espagne après la bataille du Guadalete est arrêtée par Charles Martel, victorieux à Poitiers en 732, ce qui permet l'affirmation de la puissance franque comme protectrice et bras armé de la foi chrétienne en Europe. C'est dans ce contexte que Charlemagne prend le titre d'empereur d'Occident en l'an 800, et que des projets de mariage avec l'impératrice Irène l'Athénienne en Orient sont élaborés, pour réunifier l'Empire Romain et la chrétienté.
En 1078, les Turcs seldjoukides interdisent aux pèlerins chrétiens l'accès à Jérusalem entrainant en 1096 le début des croisades durant lesquels les Occidentaux, et surtout les princes Francs, lancent des expéditions armées en « Terre sainte », à l'appel initialement de l'empereur byzantin Alexis Ier Comnène. Le schisme de 1054 avait entre-temps marqué une rupture formelle entre Rome et Constantinople, ainsi que l'affirmation du Pape de Rome face aux autres membres de la Pentarchie, et face à l'empereur byzantin, ce qui entraîna une rupture entre les chrétiens catholiques, reconnaissant la suprématie du pape, et orthodoxes, qui restèrent fidèles au Patriarcat œcuménique de Constantinople. La quatrième croisade, détournée par la république de Venise, se conclut par un sac de Constantinople par les croisés. Celui-ci affaiblit durablement l'Empire d'Orient, qui ne pourra reconquérir Constantinople qu'en 1261 et ne pourra pas repousser une nouvelle poussée des Turcs en Anatolie occidentale qui finiront par former l'Empire ottoman, mais amorce la Renaissance en Occident.
À partir du XVe siècle, le monde connaît deux bouleversements importants : la Réforme protestante qui bouleverse le christianisme occidental et la prise de Constantinople par les Ottomans. La prise de Grenade en 1492 marque à la même période la fin de la Reconquista dans la péninsule ibérique. Les États européens abandonnent la route de la soie et commencent à chercher de nouvelles route vers les Indes : cette période nommée des « Grandes découvertes » aboutit à la conquête progressive du « Nouveau Monde ». S'ensuivra une période de progrès techniques, l'établissement des comptoirs coloniaux, qui deviendront avec le temps des empires coloniaux, le « siècle des Lumières » et enfin la révolution industrielle. L'Empire russe s'occidentalise dès Pierre le Grand, soucieux de réformer une société russe sclérosée par les anciens privilèges sur le modèle français, mais l'avènement de l'URSS conduit pendant la seconde moitié du XXe siècle à la guerre froide et à un monde bipolaire dominé, d'une part, par les États-Unis et leurs alliés au sein du bloc de l'Ouest, organisé autour de nombreuses alliances parmi lesquelles la plus importante est l'OTAN ; d'autre part, par l'URSS et les autres pays communistes de l'Empire soviétique, constituant le bloc de l'Est.
Au début du XXIe siècle, on admet généralement que l'« Occident » regroupe l'Europe occidentale (c'est-à-dire l'Union européenne, le Royaume-Uni et l'Association européenne de libre-échange [AELE]), le Canada, les États-Unis,, l'Australie et la Nouvelle-Zélande. Par analogie avec la notion d'Extrême-Orient, mais aussi pour souligner leur proximité avec le monde occidental, les pays latino-américains sont parfois désignés comme l'« Extrême-Occident ». Les citoyens des pays du monde occidental sont couramment appelés « Occidentaux ». L'Occident regroupe approximativement 950 millions de personnes dans sa définition la plus restreinte (Europe catholique et protestante, Amérique septentrionale et Australasie) et environ 1,6 milliard de personnes si on inclut l'Amérique latine.

## Étymologie

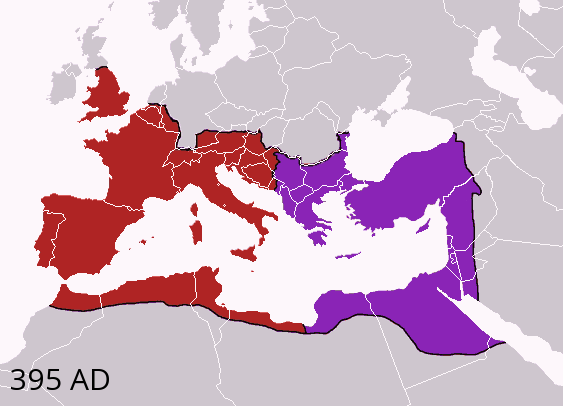
Aspect historique : la division de l'Empire romain entre empires d'Orient et d'Occident en 395 marque l'apparition de l’appellation « Occident » pour désigner l'entité politique occupant la partie ouest de l'ancien Empire romain unifié.

Le terme occident est emprunté au latin occidens, participe présent de occidere. Ce verbe est composé de la particule ob signifiant « objet » et de cadere qui signifie « tomber, choir », « tomber à terre », « succomber, périr ». En parlant d’un astre (notamment du Soleil), le terme signifie « se coucher » et peut se traduire littéralement par « soleil couchant ». Ce terme s'oppose à l'orient (du latin oriri, « naître », « surgir »), qui désigne l'endroit où le soleil se lève.

Aspect scriptural : alphabet latin en Europe occidentale. Alphabet cyrillique et alphabet grec en Europe orientale.

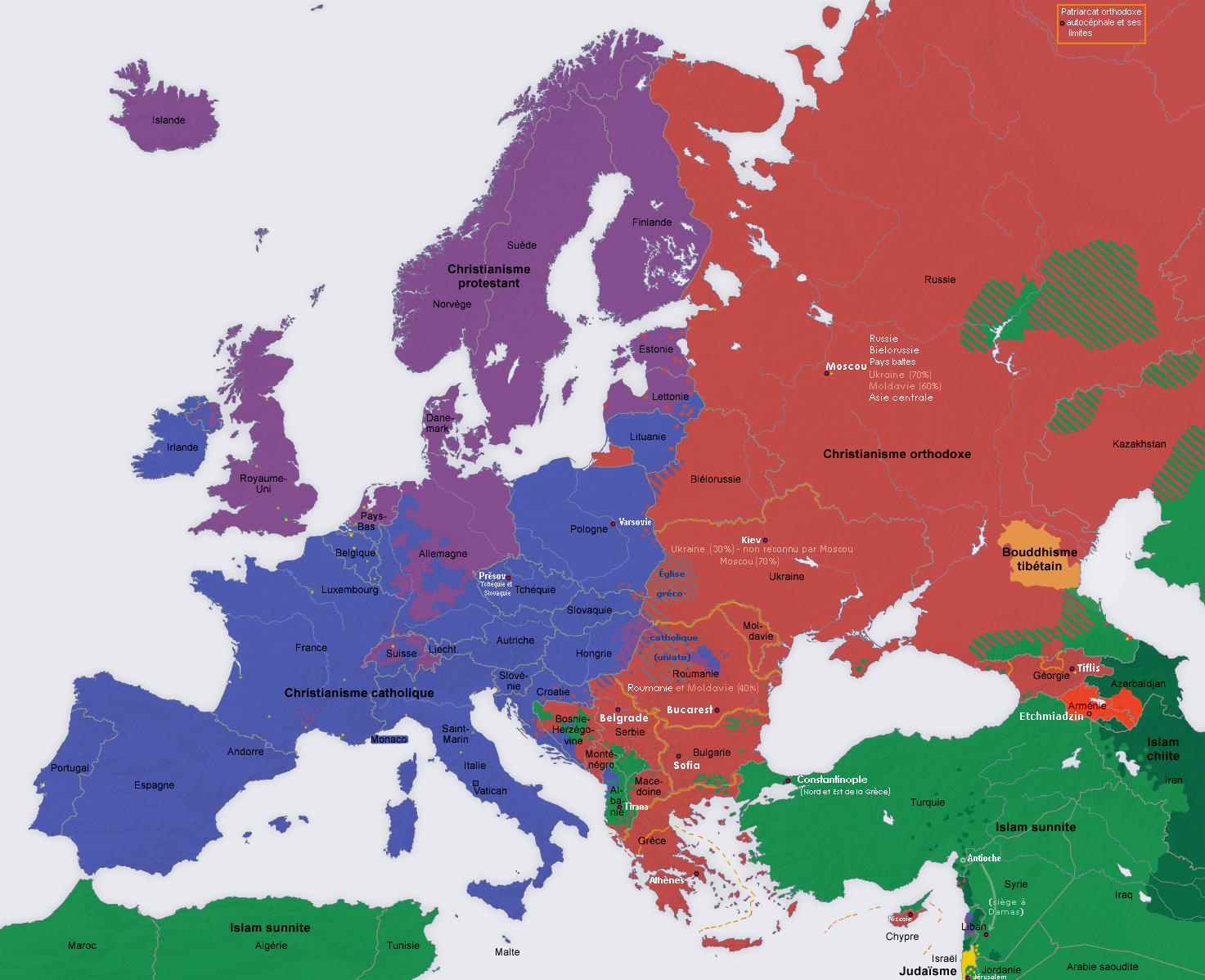
Aspect religieux : le christianisme occidental (catholicisme et protestantisme) et le christianisme oriental (christianisme orthodoxe).

Les langues romanes ne possèdent qu'un seul terme pour désigner la notion d'« Occident ». Derrière ce terme sont concentrés tant des caractéristiques géographiques qu'historiques, mais également des traits culturels. À l'inverse, l'allemand compte trois termes, qui selon le sens se réfèrent à trois racines différentes : « Westen », « Abendland », « Okzident ». Ceci permet davantage de nuances et de connotations. En français, le terme « ponant » (opposé à « levant ») reste peu usité. L'anglais propose, lui, trois termes : « West » ou « Western world » ainsi qu’« Occident », généralement réservé à un usage académique.
En arabe, le Maghreb (المغرب al-Maghrib) désigne littéralement « le couchant », « l'occident ». Historiquement, le Maghreb fut la partie sud de l'Empire romain d'Occident. Le terme « Roumi » (de l'arabe rûm, littéralement romain) désigne couramment l'« occidental » et a également désigné le colon européen dans les pays arabes, bien qu'à l'origine il désignât les habitants de l'Empire byzantin, comme en témoigne le nom du Sultanat de Roum ou le terme « Roumélie », utilisé dans l'Empire ottoman pour désigner les anciens territoires byzantins d'Europe.

## Terminologie
La délimitation du concept d'Occident est subjective, c'est-à-dire qu'elle dépend de la période, des interlocuteurs et des circonstances[source insuffisante].

### Évolution historique

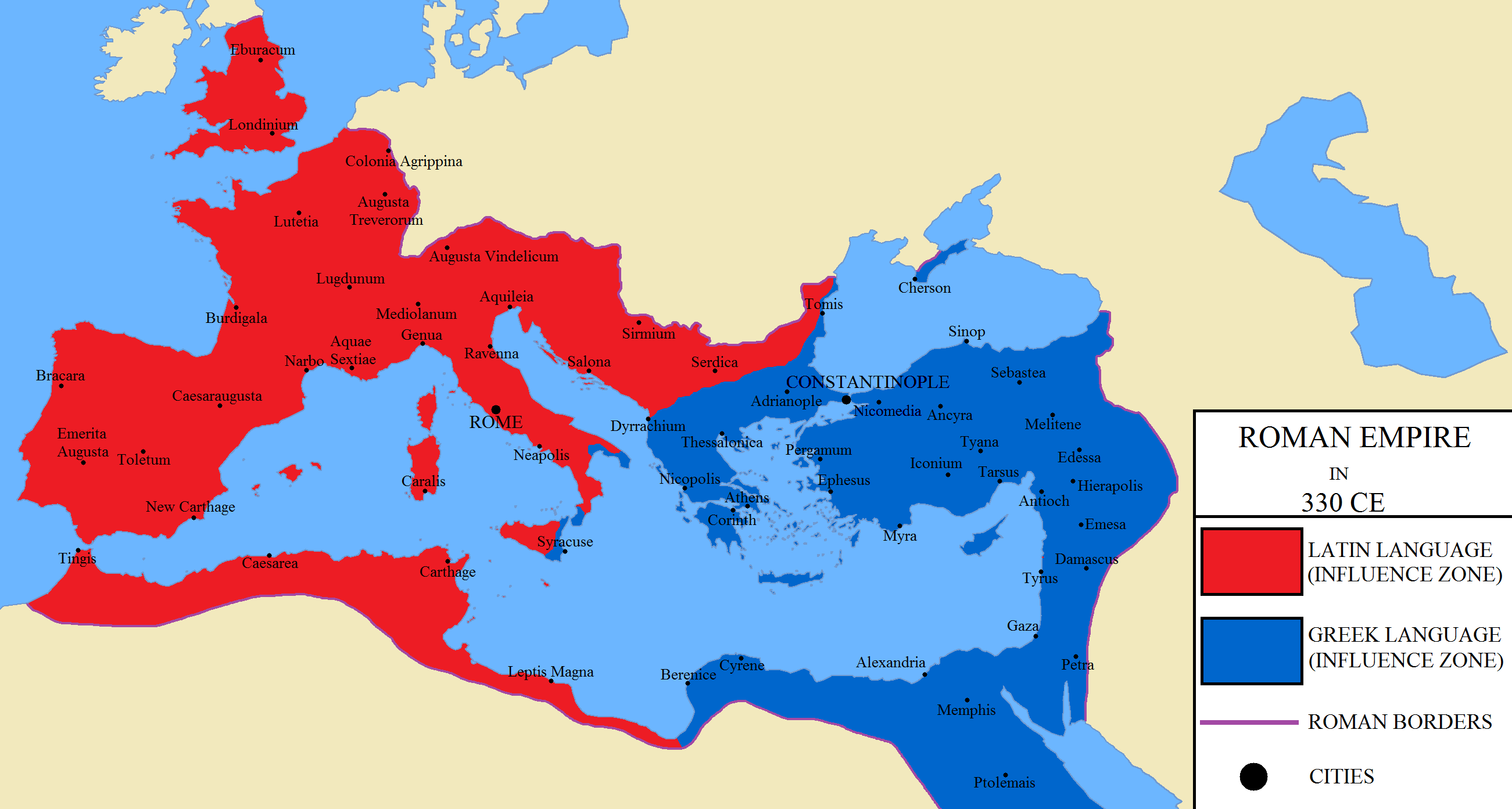
L'Empire romain en 330. La partie rouge représente la zone de l'Ouest latin et la partie bleue, l'Orient grec.

Durant l'Antiquité tardive, l'« Empire d’Occident » désignait une des deux moitiés de l’ancien Empire romain divisé en Empire d'Occident (« Imperium Romanum, pars occidentalis ») et Empire byzantin, désigné à l'époque « Imperium Romanum, pars orientalis ». Le terme est dès lors orthographié avec une majuscule. Au XVIe siècle, le mot « occident » est généralement utilisé dans son sens figuré, celui de « ruine, déclin », lié au verbe latin occidere[réf. nécessaire]. Mais il semble que les historiens modernistes aient nourri un discours anachronique pour légitimer la division de l'Europe entre le Bloc de l'Ouest et le Bloc de l'Est, cherchant à déterminer les spécificités d'une culture occidentale (traditions gréco-romaine et judéo-chrétiennes : Athènes et la première expérience démocratique, Rome et l'invention du droit privé, apparition du Christ à Jérusalem et diffusion de la spiritualité biblique dans l'Empire romain). Certains de ces arguments sont difficilement valables cependant : l'antisémitisme récurrent en Europe, notamment au Moyen Âge (édit d'Expulsion de 1290 en Angleterre et Aquitaine ou expulsion des Juifs d'Espagne après la Reconquista) fragilisant l'idée d'une communauté historique, civilisationnelle entre Juifs et chrétiens. La philosophie grecque et le christianisme ont été créés au sein de ce qui est devenu l'Empire d'Orient avant d'atteindre l'Occident, et les chrétiens d'Orient suivent encore aujourd'hui le rite orthodoxe de façon majoritaire. L'Occident est donc avant tout une construction géopolitique et idéologique, avant d'être une « civilisation » distincte au sens historique du terme.
Du point de vue démographique, de l'organisation de la société, de l'économie adoptée par cette dernière ainsi que des mentalités, l'Occident est néanmoins plus aisé à retrouver. En ceci, l'« Occident » de l'époque moderne renvoie à la « vieille » Europe, à savoir à celle du haut Moyen Âge pour ses frontières, celle de l'impérialisme colonial (XIXe siècle) pour ses conceptions morales, économiques et intellectuelles. Dans le dictionnaire de Furetière, le terme « Occident » renvoie premièrement à l'astronomie, mais se dit également de certaines nations selon leur position géographique par rapport à d'autres. Par exemple, les Amériques sont qualifiées d'Indes occidentales. Ce qui aujourd'hui est nommé « océan Atlantique », est appelé à cette époque « oceanus occidentalis ». Le terme s'emploie aussi dans un sens moral : être dans son occident signifie être dans sa décadence.
Cependant, au-delà de l'Europe, la question des Amériques est importante. En effet, avec l'arrivée des Européens (Espagnols, Portugais, Français, Britanniques…) dans ce qu'on a longtemps appelé le « Nouveau Monde », le territoire européen et donc occidental s'est en quelque sorte élargi par cette colonisation dite de « peuplement », en particulier après que les épidémies apportées d'Europe ont décimé par endroits jusqu'à 80 % de la population indigène du Nouveau Monde. L'Occident peut donc être élargi, de l'Europe occidentale, à ce qui est appelé en anglais « Western Hemisphere », soit l'Amérique, l'Australie et la Nouvelle-Zélande, et aux pays membres de l'OTAN (Turquie exclue), suivant ce critère purement ethnographique.

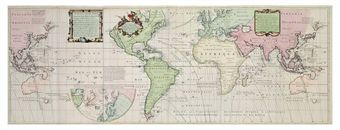
Exemple de carte où apparaissent les situations géographiques « occidentale » et « orientale », par rapport à l'Europe.

Au XIXe siècle, le terme est passé d’un usage purement pratique (qui est également représentable sur une carte car il n'est pas connoté) à des usages « idéologiques », dans le contexte de la colonisation et de la division du monde entre Empire britannique, Empire colonial français, Empire russe, Empire allemand et d'autres empires européens de moindre envergure. L'idée est de justifier la domination sur les autres peuples du monde exercée par les Européens à l'aide d'une supériorité sociale, morale, scientifique et culturelle. Ainsi, selon Laurent Testot, la culture « occidentale » se fonde sur cinq aspects fondamentaux, cinq moments clés : loi humaine et non divine (humanisme), droit grec (idée des individus citoyens et non sujets), sécularisation et affranchissement progressif vis-à-vis de l'Église (propriété privée…), création d'institutions démocratiques. L'Occident est donc défini par les territoires dotés de ces caractéristiques qui le composent.[source insuffisante] Cette définition idéologique, cherchant à s'appliquer de façon explicite aux pays de la zone d'influence américaine en Europe lors de la guerre froide, reste la norme aujourd'hui encore dans les pays concernés, avec quelques variations parfois selon les pays telles que la Destinée manifeste aux États-Unis.
Dans une définition politique du XXe siècle, le mot englobe les États membres de l'OTAN (1952). Cette signification, pour Occident et ses dérivés, a changé de sens avec la disparition et/ou l’évolution des régimes des pays d’Europe de l'Est (Europe orientale), en 1989-1990.

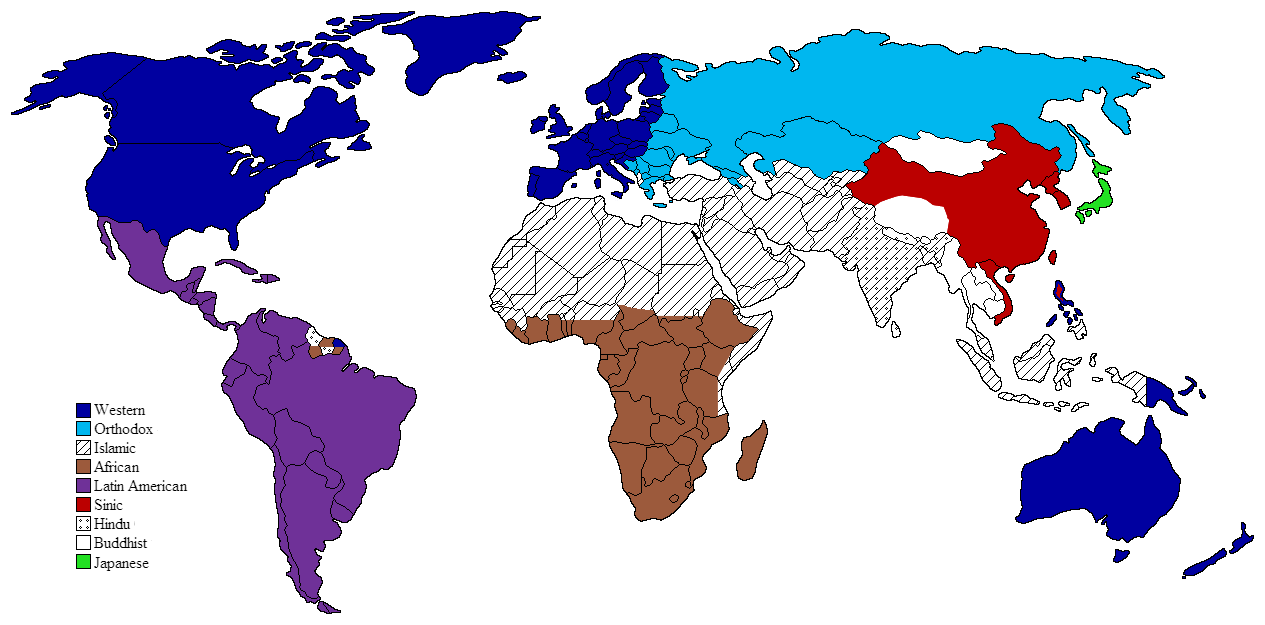
Sur cette carte du politologue Samuel Huntington (1996), l’Occident au sens strict apparaît en bleu foncé et l'Amérique latine en violet : l'auteur ne tranche pas et se demande si celle-ci peut être considérée comme occidentale ou si elle forme une civilisation à part.

Samuel Huntington, dans Le Choc des civilisations, a instrumentalisé la notion d'Occident pour l'opposer à l'islam et tenter d'expliquer les clivages actuels et futurs sur la planète. Son système de pensée présente comme antagoniques d'un côté un monde occidental qui serait démocratique et presque laïc et d'un autre côté un monde dont le caractère religieux serait la dimension centrale. Le point de vue de Samuel Huntington fait grandement débat en raison de sa dimension réductrice et antagoniste des rapports culturels. De plus, il est impossible aujourd'hui de concevoir l'Europe comme un tout unique et homogène, ni même d'y inclure les États-Unis dans un grand ensemble unifié et constituant « un » Occident. De la même manière, considérer l'islam comme un tout homogène est erroné, car la religion est vécue de façons très diverses au sein des pays où vivent des musulmans. C'est depuis le XIXe siècle seulement que la notion est investie de significations autres, liées à une idée de progrès, de hiérarchie parmi les sociétés, et renvoie donc à une forme de domination et de supériorité que l'Occident porterait. Dans cette perspective, l'idée d'Occident apparaît dans la filiation du Fardeau de l'homme blanc[réf. nécessaire].

### Critiques du terme

#### Notions de système monde
Pour certains auteurs, « Occident » est un terme utilisé pour accentuer les disparités culturelles, politiques voire économiques. C’est un mot fétiche issu de l’histoire et fort utile aujourd’hui pour ordonner le monde. Il s’agit actuellement d’une notion favorisant une certaine vision du monde, une espèce de catégorie pour amener et penser un ordre du système monde dirigé en premier lieu par les États-Unis (et aussi d’autres forces dites justement « occidentales » comme l’Union européenne ou l’Australie) et qui dispute sa propre vision du monde, son propre système de pensée.
Le terme « monde occidental » est également problématique, car il tend à diviser la planète en différents mondes distincts (Tiers monde, Monde arabe...), et donne donc l'image d'un Occident isolé du reste de la planète et centré sur lui-même. Couplée à la dimension civilisationnelle du terme Occident, ainsi qu'à l'idée de sa supériorité morale, intellectuelle et à la vision européocentriste de l'histoire qui prédomine dans les pays occidentaux, cette notion concentre de façon effective tout le progrès du monde dans un ensemble isolé et restreint, un « système monde » qui aurait tout développé seul, sans aucune influence externe. Cette idée, outre le fait qu'elle soit fausse d'un point de vue historique (l'usage de chiffres arabes, le fait que des personnalités non-européennes comme Avicenne, Augustin d'Hippone ou Moïse Maïmonide aient eu une influence très forte sur le christianisme et les sciences européennes montrant que l'Europe n'a jamais été un système isolé), est surtout problématique idéologiquement, car elle constitue un terreau fertile pour les racismes en considérant que l'homme de type européen est supérieur de façon historique et donc intrinsèque sur les autres.
Georges Corm écrit : « La notion d’Occident, aujourd’hui plus qu’hier, lorsqu’elle suscitait des querelles entre Européens, n’est plus qu’un concept creux, exclusivement géopolitique, sans contenu enrichissant pour la vie de l’esprit et pour bâtir un avenir meilleur. C’est la culture politique américaine qui a repris la notion à son compte et en a fait un usage si intensif au temps de la Guerre froide qu’elle ne semble plus pouvoir l’abandonner. En Europe, les vieilles et redoutables querelles philosophiques, mystiques et nationalistes, qui s’étaient polarisées sur ce terme chargé d’émotion, désormais apaisées, c’est avec délectation que le concept est employé pour confirmer sa fonction mythologique d’une altérité unique par rapport à tout ce qui est hors d’Occident et d’un sentiment de supériorité morale à laquelle le reste du monde doit s’ajuster ». Bien que très critique et sceptique, cette idée de désuétude du terme permet de déconstruire une notion qui est constamment mobilisée. Elle permet d'aborder avec prudence et d'être conscient de ce que cache le mot « Occident ».

#### Définition de plusieurs Occidents
- Si vous ne connaissez pas le sujet, laissez ce bandeau (vous pouvez alors contacter les auteurs).
- Si vous supprimez le contenu mis en cause (vous pouvez préalablement contacter les auteurs),

argumentez précisément cette suppression dans la page de discussion
(un manque de référence n'est pas un argument ; une recherche réelle de référence doit avoir été effectuée, être formellement documentée).
L’Europe (et les États-Unis aujourd’hui[Quand ?]) se pensent en modèle et ce qui s’affiche continuellement dans les médias fait état d’un seul Occident, d’un seul monde occidental qui incarne cette base de références culturelles, politiques, économiques. Malgré la polysémie qui se cache derrière ce terme, c’est une notion qui dans son sens englobant oriente les recherches académiques, les réflexions politiques, les débats journalistiques. Il y aurait plusieurs Occidents si l’on accepte de remettre en question l’unité de ce monde de pays capitalistes développés d'héritage religieux chrétien et de tradition libérale.
Ceci souligne l'épineuse question des aires d'influence religieuse, qui participe, elle aussi, à la définition de la civilisation occidentale et de l'Occident. Il faut nuancer ces particularités trop généralisatrices du monde occidental, vu comme homogène. La situation tend à se compliquer dans le monde moderne, précisément parce que l'un des traits caractéristiques de la « civilisation occidentale » contemporaine est, surtout en Europe, l'athéisme, ou plus justement une forme croissante d'indifférence religieuse. Ainsi, en France, plus de la moitié de la population ne se réclame d'aucune religion, et seule 5 %, toutes religions confondues, a une pratique assidue. À l'inverse, aux États-Unis, seuls 16 % de la population sont irréligieux, et presque la moitié ont une pratique hebdomadaire. La religion peut donc difficilement être retenue comme dénominateur commun aux pays occidentaux actuels, tout au plus peut-on dire qu'il s'agit de pays où les diverses religions chrétiennes ont joué un rôle prééminent au cours du dernier millénaire.
De ce point de vue, la confrontation actuelle entre l'Occident et les islamistes issus du Monde musulman est moins un choc entre christianisme et islam, qu'un frottement entre un espace où la religion tend, comme l'a fait remarquer Marcel Gauchet[réf. incomplète], à n'être plus envisagée que sur le mode de la croyance privée, voire de la dérision, et des sociétés où les pratiques religieuses les plus extrémistes et sectaires (wahhabisme notamment) sont en pleine ascension. De plus, les causes socio-économiques et géopolitiques ne peuvent pas être négligées ; dans un monde où à l'issue de la guerre froide l'impérialisme américain peut s'exercer sans contre-pouvoir, les ressentiments des populations affectées par des interventions militaires parfois illégales aux yeux du droit international (comme l'invasion de l'Irak en 2003) ou par la pauvreté nourrissent les seuls groupes qui prétendent s'y opposer à l'échelle internationale, c'est-à-dire les djihadistes.[réf. souhaitée]
La recherche d'une définition exacte du mot continue de souligner son imprécision, comme la catégorie dans laquelle doit être classé le Japon. D'un point de vue géopolitique, économique et militaire, le Japon est souvent assimilé à l'Occident ; or sa population n'est pas liée aux populations originaires d'Europe occidentale. Néanmoins, c'est aussi un pays d'Extrême-Orient qui s'est développé sur le modèle industriel occidental et en a adopté les valeurs et la vision du monde à la fin de l'occupation américaine du Japon en 1955. L'affiliation du Japon à l'Occident n'est donc que la prise en compte du fait que le Japon a été intégré à l'Occident géopolitique au moment où les États-Unis leur ont rendu leur indépendance après avoir supervisé la rédaction de la première Constitution japonaise. A contrario, les pays d'Europe centrale et de l'Est, qui sont désormais considérés comme des pays occidentaux au sens propre étaient, il n'y a encore qu'une vingtaine d'années, dans la phraséologie d'alors, les « pays de l'Est ». L'appartenance d'un pays à l'Occident est donc déterminée par l'appartenance à l'OTAN et à la sphère d'influence américaine, avec en outre une économie de marché et un gouvernement démocratique, plus que par des critères ethnographiques ou culturels.[réf. souhaitée]
La conception d’un Occident a un caractère mythique car, reposant sur une prétendue homogénéité, elle nie les différences qui ont toujours structuré le continent européen. La notion possède également une acception culturelle : le mythe d'Antigone opposant sa conscience individuelle à la raison d'État reste présent en Occident de Sophocle jusqu'à Jean Anouilh, accompagné d'autres modèles exaltant l'individu. Celle-ci se constitue également en opposition avec un prétendu despotisme oriental, en exaltant la liberté individuelle des Occidentaux comme leur principale qualité. Il n’y a pourtant pas de continuité historique qui voit une Europe homogène, démocratique et pacifique. Claude Prudhomme, historien, a soulevé que l’évolution du terme d’Occident va vers le triomphe d’une véritable « essentialisation » du terme géographique et géopolitique au profit de valeurs et de comportements. On essaie de mettre avant un caractère mythifié d’un Occident dominant, pacifiste, homogène. S'en élèvent plusieurs risques : « Dérive ethniciste et raciste, qui attribue le succès de l’Occident à des données démographiques et biologiques ; dérive culturaliste qui affirme la supériorité du modèle par son fondement religieux (chrétien en l’occurrence) ou philosophique (l’avènement de la raison). […] Le raisonnement tiré de l’analyse historique est alors effacé au profit de l’affirmation de vérités ontologiques qui attribuent à l’Occident le privilège d’avoir fait triompher la raison et la science et revêtu une signification et une valeur universelles. » Il faut alors se détacher de cette idéalisation de l’histoire du continent européen qui aurait toujours eu une unité culturelle, philosophique, voire politique.

## Histoire

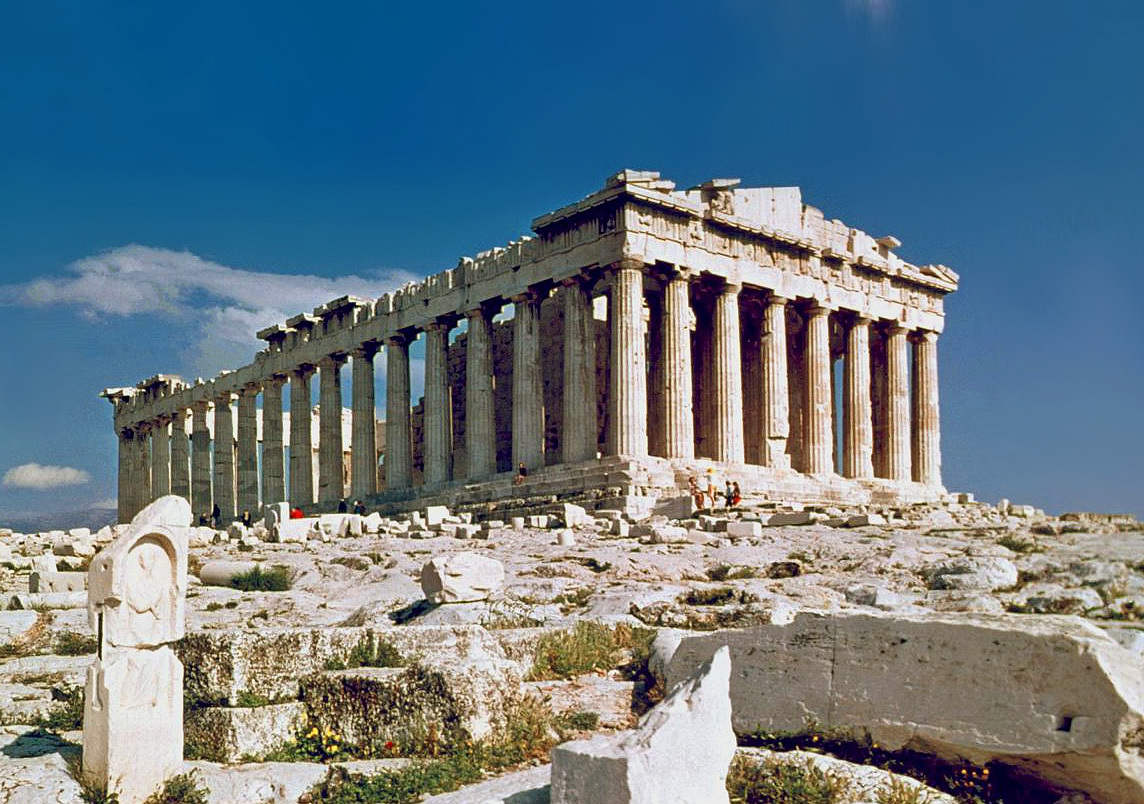
Le Parthénon (Athènes).

Le terme de monde occidental peut prêter à confusion car il recouvre des réalités différentes selon les époques et selon des considérations politiques, culturelles, idéologiques, religieuses ou philosophiques. Il est donc intéressant de l'étudier dans une perspective historique.

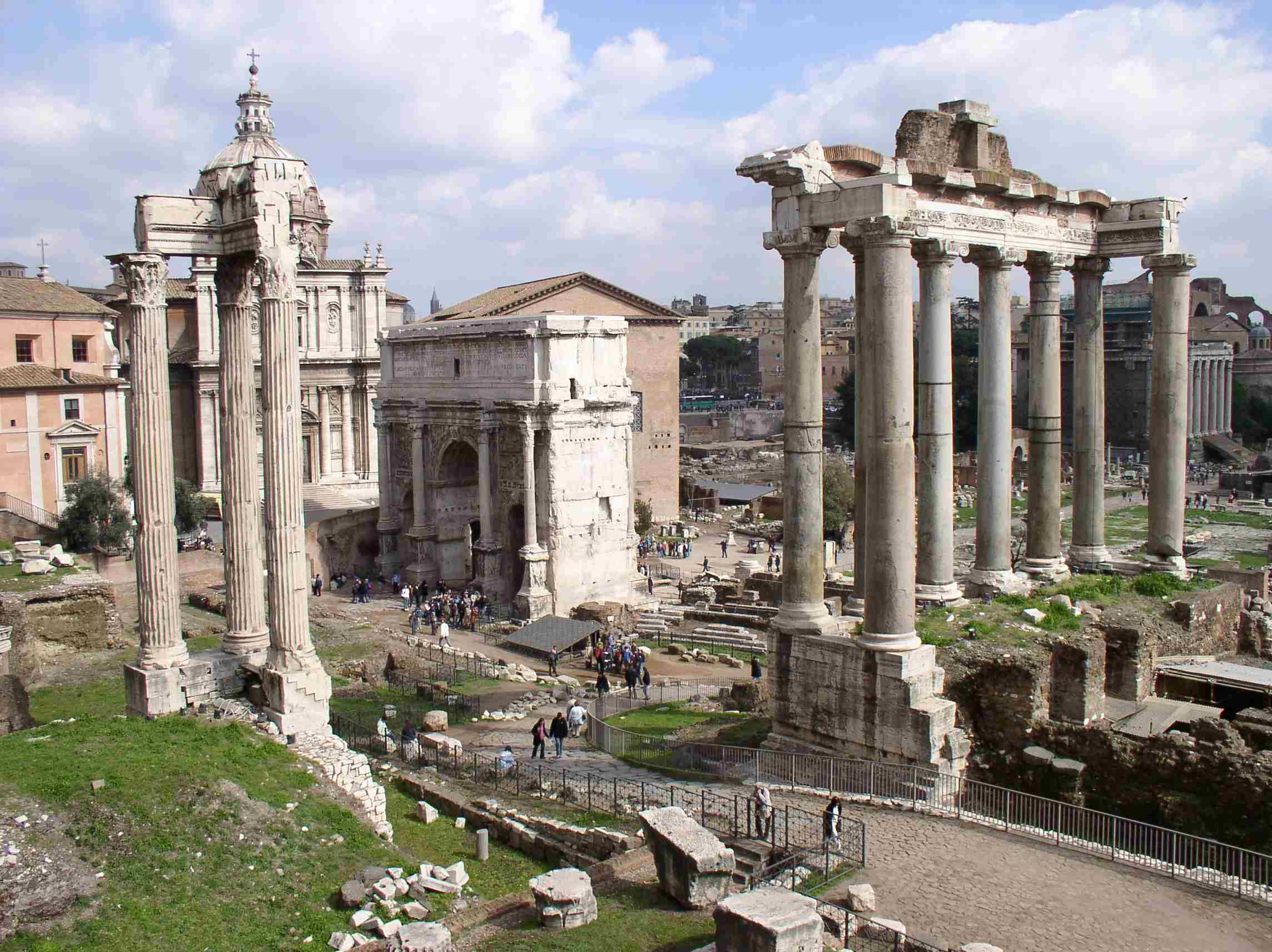
Le Forum Romain (Rome).

Après une période de relatif déclin mais aussi d'expansion durant le Haut Moyen Âge, l'occident fut associé après le Grand Schisme à l'aire d'influence du catholicisme face à l'église orthodoxe de l'Empire byzantin. Avec la Renaissance, ses grandes découvertes, et les premiers empires coloniaux espagnols et portugais, l'Occident s'est plus fortement étendu vers le reste du monde. Jusqu'à la révolution industrielle cependant, l'Empire moghol, la Chine des Qing et l'Empire ottoman restent des rivaux commerciaux, militaires et économiques crédibles pour l'Occident pris dans son ensemble. Puis l'ascension des empires britanniques, néerlandais, et français a permis d'augmenter la domination du monde occidental autour du monde. Ces empires et cette colonisation, induisent une conquête missionnaire, commerciale, militaire ou institutionnelle par les Européens du monde qui façonne alors dans les esprits l'idée d'une supériorité de la civilisation occidentale. Ces conquêtes coloniales s'accompagnent par la diffusion du christianisme, ainsi que d'un développement commercial qui fait la richesse et la puissance de nombreux pays européens.

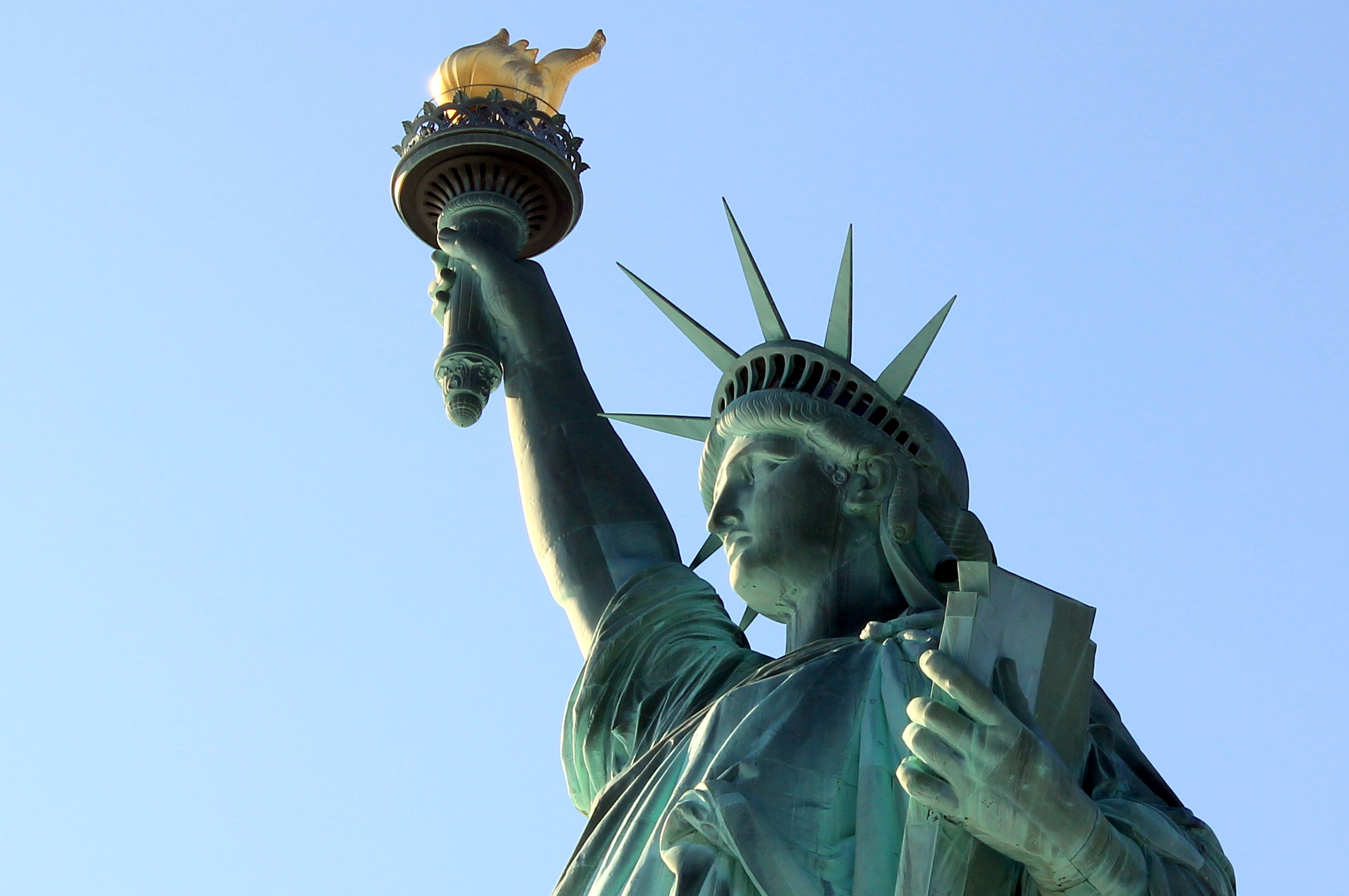
La statue de la Liberté, offerte par la France aux États-Unis et construite sur le modèle des colosses antiques. Cette statue est à l'effigie de la déesse Libertas du panthéon romain, une divinité personnifiant la liberté.

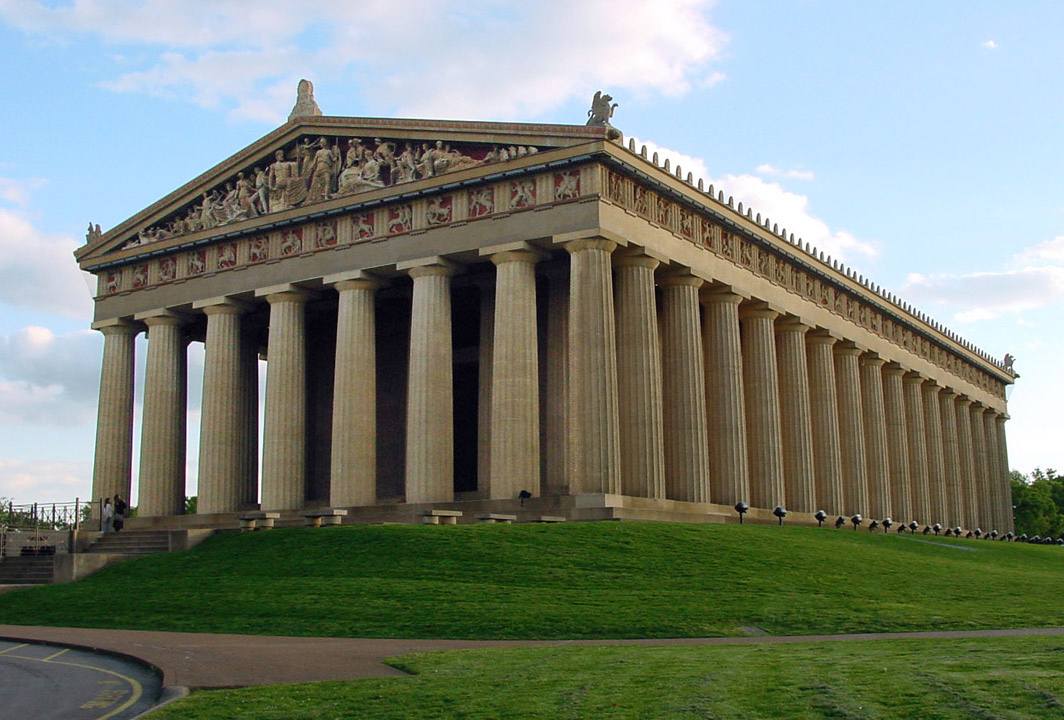
« Exportation » de l'Occident outre-mer : une reconstitution grandeur nature du Parthénon à Nashville (États-Unis).

La perte d'influence de l'Église au XVIIIe siècle via les Lumières, ainsi que l'émergence de l'État nation en Europe via la guerre de Quatre-Vingts Ans et la Révolution française, conduisirent à la perte de la notion d'Occident chrétien au profit d'une Europe des Lumières où les idées humanistes et le développement culturel touchent le continent dans son ensemble.
Puis la révolution industrielle démarrant au Royaume-Uni et les révolutions politiques du XIXe et du XXe siècle, ont permis à ces empires coloniaux à la base surtout commerciaux de s'étendre à une très grande vitesse dans le monde et de gagner une emprise territoriale sur la plus grande partie du monde. Amérique mise à part, il ne reste au début du XXe siècle que l'Iran, l'Éthiopie, la Chine, le Liberia et la Thaïlande comme nations situées hors d'Europe qui soient toujours indépendantes. L'Europe, et au sein d'elle l'Occident, contrôle donc plus de la moitié des terres émergées de la planète.

Situation de l'alignement des pays dans les deux « blocs ». Les guérillas liées à la guerre froide sont aussi mentionnées. Visuellement, la démarcation Occident-Orient est relativement claire.

Durant la guerre froide, l'Occident fut associé au capitalisme du « monde libre », composé des membres de l'OTAN et d'autre pays alignés ou neutres, face au bloc de l'Est communiste, dans la sphère d'influence de l'Union soviétique, mais incluant également la Yougoslavie, l'Albanie et la république populaire de Chine. La notion de tiers monde émerge alors, via les pays non-alignés le plus souvent anciennement colonisés, composés notamment de l'Inde, de l'Indonésie et des pays africains. La chute de l'URSS a permis durant les années 1990 à 2000, l'extension de l'Union européenne et de l'OTAN, qui ont symboliquement inclus la plupart des pays d'Europe centrale et orientale (PECO) dans la notion d'Occident.

### Délimitations au début duXXIesiècle
Depuis la chute de l'Union soviétique, la délimitation des « pays occidentaux » en tant qu'espace de culture commune s'est élargie, mais elle reste mouvante selon les circonstances et les points de vue. Les pays ou les régions qui constituent à l'heure actuelle l'Occident ne peuvent pas être identifiés de manière arrêtée et fixe : ceci en raison du fait que la notion même d'Occident renvoie à des dimensions culturelles, idéologiques, politiques, économiques et sociales diverses et difficiles à définir. Cependant certains pays sont fréquemment associés à la notion d'Occident : l'Europe de l'Ouest et l'Europe centrale, mais aussi les anciennes colonies d'Outre-mer majoritairement peuplées d'Européens (Amérique du Nord, Australie et Nouvelle-Zélande).
Certains autres pays révèlent certaines tensions ou hésitations quant à leur inclusion ou exclusion au monde occidental/oriental, comme c'est le cas de la Turquie ou de la Russie, qui ont depuis longtemps eu des relations culturelles et politiques étroites (par exemple, Henri Ier de France épousa Anne de Kiev en 1051, ou encore l'Alliance franco-ottomane qui dura du XVIe au XIXe siècle) avec l'Europe de l'Ouest. Le Japon est lui aussi un exemple de nation difficilement assimilable exclusivement à l'une ou l'autre de ces deux catégories. L'Occident peut aussi inclure l'Amérique latine, où l'on pratique le christianisme et où l'on parle des langues européennes (espagnol et portugais surtout) ; certains de ces pays, notamment ceux du Cône sud, sont même essentiellement peuplés de descendants d'Européens (Argentine, Uruguay, Brésil, Chili...).
À l'heure actuelle donc, les limites géographiques de l'Occident sont très floues et dépendent de ce que la personne qui l'emploie lui donne comme signification. Cette dernière varie donc grandement d'un auteur à l'autre, d'un journaliste à l'autre, d'un politicien à l'autre. Il faut également être conscient de la tendance actuelle à calquer la vision contemporaine de l'Occident sur des périodes plus anciennes, ce qui est une erreur. Claude Prudhomme cite notamment l'exemple de Charlemagne, à qui certains auteurs donnent le titre d'Empereur d'Occident au lieu du titre utilisé à son époque, qui était empereur des Romains. De même, on parle dans les années 1960 de civilisation occidentale ou d'Occident médiéval à propos du Moyen Âge en Europe de l'Ouest, ce qui a le net avantage de faire référence à un territoire doté de traits sociaux et politiques relativement homogènes à l'époque car regroupant les territoires récemment contrôlés par l'Empire carolingien. Cependant, il est nécessaire de remettre en question ce postulat d'un Occident dont on pourrait suivre l'histoire qui serait continuelle et harmonieuse à travers les âges. Les délimitations actuelles de l'Occident ne sont donc pas claires et dépendent de l'usage commun, des débats et enjeux politiques et idéologiques liés à ce terme.

### Actuellement

Drapeau de l'OTAN, alliance militaire considérée comme le « bras armé » de l'Occident,.

#### Terminologie
Terme fort mobilisé pour penser la mondialisation, le terme « Occident » dans son utilisation courante est souvent marqué d'une majuscule. Avec la minuscule, il indique une situation géographique, le positionnement à l'ouest par rapport à une autre région, un autre emplacement. L'exemple de l'Empire romain d'Occident, bien que ce nom ne fût jamais utilisé par ses contemporains qui utilisaient Empire des Romains, illustre non seulement un positionnement géographique, mais déjà une notion politique. Cette dimension politique est celle qui prévaut aujourd'hui dans le langage courant. L'usage du mot continue à s'imposer dans certains discours de politique, de sciences politiques, d'histoire ou de géographie.
L'utilisation de « Occident » avec majuscule renvoie notamment à l'Europe et à tout ou partie de l'Amérique du Nord, ou parfois, et plus spécifiquement, aux membres de l'Organisation du traité de l'Atlantique nord (OTAN). C'est donc un point de vue politique et dans une moindre mesure culturel. Occident est, comme Orient, ce que Georges Corm, un économiste et historien du Proche-Orient, appelle une méga-identité. Souvent utilisée dans les médias et les discours politiques pour l'opposer par exemple aux pays en voie de développement, à l'Islam ou aux pays du Moyen-Orient, la notion d'Occident décrit donc l'Europe de l'Union européenne, le Canada et les États-Unis, l'Australie et la Nouvelle-Zélande, et le Royaume-Uni et l'espace économique européen, présentés dans ce cas comme un monde occidental plutôt homogène, usuellement démocratique, généralement développé et majoritairement chrétien. C'est une construction géopolitique et culturelle.
L'entrée « Occident » est absente de plusieurs ouvrages de référence historiques ou géographiques tels que le Dictionnaire de géographie et de l'espace des sociétés, l'ouvrage Les Concepts de la géographie humaine ou le Dictionnaire de l'histoire, le Petit Mourre. Est-ce par souci de clarté à propos d'un terme qui ne détient pas qu'une seule signification ? Peut-être est-ce parce qu'il s'agit d'une notion galvaudée ? Quoi qu'il en soit, il paraît intéressant de relever cette lacune à propos d'un terme qui est sans cesse mobilisé dans les médias. Au niveau des cultures, des valeurs et de l'histoire, les situations particulières des pays sont difficiles à concilier avec la notion d'un Occident unifié au sens géographique, religieux ou culturel.

#### Institutions
« Aucun groupe de pays ne porte ce nom dans les fichiers des organisations internationales, qui ne connaissent pas non plus l'appellation de Sud pour qualifier le reste du globe. »

— Sophie Bessis, L'Occident et les autres.
Le G7/G8 est parfois considéré comme une institution occidentale.

#### Vu de Russie
Pour Françoise Thom, la Russie a inventé la notion d'« Occident collectif », qu'elle associe à l'union de pays qui ont convergé vers des sanctions internationales en réaction à l'invasion de l'Ukraine en 2022 et qui lui permet de se considérer comme une « citadelle assiégée »[réf. non conforme]. Elle s'exclut de l'Occident démocratique, qu'elle considère déclinant. La Russie s'allie à la Chine[réf. nécessaire].

#### Vu d'ailleurs
La persistance du terme « Occident » est un point de clivage important, qui empêche souvent l'abandon total des ressentiments et idées préconçues issues de la colonisation, d'un côté comme de l'autre. Les intellectuels occidentaux en particulier jouent de ce concept, à une époque où la bulle historique créée par la Révolution industrielle qui a permis à l'Europe (ne représentant que 6 % des terres émergées) de prendre le contrôle du reste du monde tend à se résorber, pour tenter de justifier une domination persistante de l'Occident et une place essentielle dans la culture, la philosophie et l'histoire de l'humanité. Dans ce sens, Edward Saïd affirme que l'Orient est lui-même une pure construction issue du monde occidental.
Selon Claude Prudhomme, lorsque l'Occident prétend ne plus savoir ce qu'il est, les autres viennent lui rappeler ce qu'il représente pour eux. L'idée d'Occident à l'heure actuelle entretient donc le clivage entre pays développés (et anciennes puissances coloniales) et pays dits « émergents », en entretenant les premiers dans une vision mythifiée et héroïque de leur passé et de leur civilisation, en confinant les seconds à un rôle subalterne dans l'héritage culturel, religieux et philosophique de l'humanité et en leur refusant une place dans la grande histoire du monde (le terme émergent donnant l'impression, comme le terme « Nouveau Monde », que les pays n'existaient pas avant leur « découverte » par les Européens).

#### Influence dans le monde
|                           | % du PIB mondial (nominal) | % du PIB mondial (nominal) | % du PIB mondial (nominal) | % du PIB mondial (nominal) | % du PIB mondial (nominal) |
| 2005                      | 2010                       | 2015                       | 2020                       | 2025                       |                            |
| ------------------------- | -------------------------- | -------------------------- | -------------------------- | -------------------------- | -------------------------- |
| États-Unis                | 27,2                       | 22,5                       | 24,2                       | 24,9                       | 26,8                       |
| Union européenne (UE27)   | 24,9                       | 21,9                       | 18,1                       | 18,1                       | 17,6                       |
| Royaume-Uni               | 5,3                        | 3,7                        | 3,9                        | 3,1                        | 3,4                        |
| Canada                    | 2,4                        | 2,4                        | 2,1                        | 1,9                        | 2,0                        |
| Australie                 | 1,5                        | 1,9                        | 1,6                        | 1,6                        | 1,6                        |
| Total                     | 61,4                       | 52,5                       | 49,9                       | 49,6                       | 51,3                       |
| Source : FMI (avril 2025) |                            |                            |                            |                            |                            |

L'Occident conserve une influence considérable dans le monde actuel, sur le plan politique, économique et culturel. Sur les dix premières puissances économiques mondiales en 2010, six sont des pays occidentaux. À eux deux, l'Union européenne et les États-Unis représentaient la moitié du produit intérieur brut (PIB) mondial à cette date. Cependant, son poids dans l'économie mondiale ne cesse de s'amenuiser depuis le premier choc pétrolier et l'émergence économique de rivaux à son hégémonie tels que la Chine, l'Inde ou l'Indonésie. Ainsi, en 2018, l'Inde est passée devant le Royaume-Uni et la France par son PIB nominal, et la Chine se rapprochait des États-Unis. En ce qui concerne le PIB à parité de pouvoir d'achat, un indice du Fonds monétaire international tenant compte du coût de la vie dans les pays respectifs, l'écart est encore plus grand. La Chine est en 2016 la plus grande puissance économique mondiale (en PIB à PPA), l'Inde la troisième, et les pays « occidentaux », ne représentent plus que quatre des dix plus grandes économies. En 2025, l'Occident représente plus de la moitié du PIB mondial nominal.